# 1941 no cinema

## Eventos
- 29 de abril - Estreia do filme Asmara Moerni de Rd Ariffien
- 19 de setembro - Estreia do filme O Pai Tirano de António Lopes Ribeiro

## Nascimentos
| Data            | Nome                 | Profissão                      | Nacionalidade           | Observações | Ref |
| --------------- | -------------------- | ------------------------------ | ----------------------- | ----------- | --- |
| 4 de janeiro    | George Pan Cosmatos  | cineasta                       | Grécia / Itália         | m. 2005     |     |
| 5 de janeiro    | Hayao Miyazaki       | cineasta                       | Japão                   |             |     |
| 8 de janeiro    | Graham Chapman       | ator                           | Reino Unido             | m. 1989     |     |
| 14 de janeiro   | Faye Dunaway         | atriz                          | Estados Unidos          |             |     |
| 2 de fevereiro  | Monique Rutler       | cineasta                       | França / Portugal       |             |     |
| 8 de fevereiro  | Nick Nolte           | ator                           | Estados Unidos          |             |     |
| 10 de fevereiro | Michael Apted        | cineasta                       | Reino Unido             |             |     |
| 15 de fevereiro | Florinda Bolkan      | atriz                          | Brasil / Itália         |             |     |
| 4 de março      | Adrian Lyne          | cineasta                       | Reino Unido             |             |     |
| 8 de Março      | Neuza Borges         | atriz                          | Brasil                  |             |     |
| 14 de março     | Wolfgang Petersen    | cineasta                       | Alemanha                |             |     |
| 16 de março     | Bernardo Bertolucci  | cineasta                       | Itália                  | m. 2018     |     |
| 22 de março     | Bruno Ganz           | ator                           | Suíça                   | m. 2019     |     |
| 14 de abril     | Julie Christie       | atriz                          | Reino Unido             |             |     |
| 20 de abril     | Ryan O'Neal          | ator                           | Estados Unidos          |             |     |
| 25 de abril     | Bertrand Tavernier   | cineasta, cenarista e produtor | França                  |             |     |
| 28 de abril     | Ann-Margret          | atriz                          | Suécia / Estados Unidos |             |     |
| 8 de maio       | Betty Faria          | atriz                          | Brasil                  |             |     |
| 19 de maio      | Nora Ephron          | diretora e roteirista          | Estados Unidos          | m. 2012     |     |
| 25 de maio      | António Montez       | ator                           | Portugal                | m. 2014     |     |
| 25 de junho     | Denys Arcand         | cineasta                       | Canadá                  |             |     |
| 27 de junho     | Krzysztof Kieślowski | cineasta                       | Polónia                 | m. 1996     |     |
| 25 de julho     | Raúl Ruiz            | cineasta                       | Chile / França          | m. 2011     |     |
| 10 de outubro   | Peter Coyote         | ator                           | Estados Unidos          |             |     |
| 23 de novembro  | Franco Nero          | ator                           | Itália                  |             |     |
| 9 de dezembro   | Beau Bridges         | ator                           | Estados Unidos          |             |     |
| 31 de dezembro  | Sarah Miles          | atriz                          | Reino Unido             |             |     |
| 31 de dezembro  | Sean S. Cunningham   | realizador e produtor          | Estados Unidos          |             |     |

## Mortes
| Data | Nome | Profissão | Nacionalidade | Observações | Ref |
| ---- | ---- | --------- | ------------- | ----------- | --- |